# 武内いぶき
武内 いぶき（たけうち いぶき）は、日本の漫画家。

## 来歴
2008年6月に『ニャンきち。』で、第62回小学館新人コミック大賞児童部門佳作を受賞（この頃は「竹内亨」名義だった）。
2009年に、まんがライフMOMO 4コマ新人バトル!!（竹書房）の第3回（まんがライフMOMO 2009年5月号）にて『めぐるめぐるちはる』が掲載される。
2010年に『チャレンジして! ミロマン』をコロコロコミックで初連載した以降は、主にコロコロコミックで活動。
2016年11月号から『月刊コロコロコミック』で『星のカービィ 〜まんぷくプププファンタジー〜』の連載を開始する。単行本1巻が発売された際には、ひかわ博一から帯コメントを寄せられている。『コロコロアニキ』2019年春号では、ひかわ博一との「星のカービィ」の合作マンガが掲載された。

## 作品リスト
- チャレンジして! ミロマン（『月刊コロコロコミック』2010年5月号 - 2011年1月号）
- 最強小学生シロウ（『月刊コロコロコミック』2011年4月号）
- あしたがアルパカ!!（『別冊コロコロコミック』2012年12月号 - 2013年8月号）
- 最強学園 まさお（『別冊コロコロコミック』2015年4月号 - 8月号）
- アツいよ!!!!SHU-ZOくん!!（『別冊コロコロコミック』2015年12月号 - 2016年2月号）
- 星のカービィ 〜まんぷくプププファンタジー〜（『月刊コロコロコミック』2016年11月号 - 連載中、『別冊コロコロコミック』2018年4月号 - 連載中、既刊13巻[4]）